# Giulio Briccialdi
Giulio Baldassarre Briccialdi (Terni, 2 marzo 1818 – Firenze, 17 dicembre 1881) è stato un flautista e compositore italiano.

## Biografia
Dopo aver ricevuto le prime lezioni di flauto dal padre, si diploma all'Accademia Nazionale di Santa Cecilia all'età di quindici anni. Insegna flauto sia a Roma sia a Napoli, dove diventa maestro di flauto del fratello del Re. Virtuoso del flauto, svolge una brillante carriera in Italia e nel resto d'Europa.
A Londra, dove la casa produttrice di flauti Rudall & Rose detiene il brevetto del flauto cilindrico migliorato di Theobald Boehm, Briccialdi ha l'idea, nel 1849, di aggiungere una chiave sopra la chiave del Si per il pollice sinistro, rendendo più facile suonare il Si bemolle. Con la chiave di Briccialdi divenne così possibile produrre sia il Si bemolle che il Si naturale con il pollice della mano sinistra, semplificando notevolmente la diteggiatura di molti passaggi.
Nel 1860 è direttore di banda a Fermo e dal 1871 docente di flauto al conservatorio di Firenze. Il 14 giugno 1864 diviene socio onorario della Società Rossiniana di Pesaro.
Ha composto l'opera teatrale Leonora de' Medici (Milano 1855), diversi pezzi per flauto (solo e con altri strumenti) e esercizi didattici.
Una volta deceduto, i suoi concittadini organizzarono una raccolta di fondi per riportarne a Terni la salma, fatto che avvenne quattro mesi più tardi.
Gli è stato dedicato un asteroide, 7714 Briccialdi. Dal 1904 gli è anche intitolato il conservatorio di musica di Terni.

## Composizioni
- Leonora de' Medici, opera, Milano, Teatro Carcano, 11 agosto 1855
- Concerto n. 1 per flauto e orchestra in fa
- Concerto n. 2 per flauto e orchestra in do
- Quartetto per flauto in la maggiore
- Garibaldi al Tamigi, marcia militare per pianoforte
- Una madre, romanza per mezzosoprano, flauto e pianoforte
- Il lago delle sirene, capriccio per flauto con accompagnamento di pianoforte
- Variazioni su un tema di Bellini: Qual cor tradisti per flauto solo (dalla Norma)
- Concertino per flauto con accompagnamento di pianoforte, op. 10
- Variazioni per flauto sopra un motivo dell'Opera: I puritani, op. 11
- Ballabile di concerto per flauto con accompagnamento d'orchestra o di piano, op. 15
- Concerto n. 1 per flauto con accompagnamento di pianoforte, op. 19
- Fantasia per flauto con accompagnamento di pianoforte, op. 25
- Fantasia sopra l'opera La figlia del reggimento, op. 27
- Studi per flauto, op. 31
- Reminiscenze dell'opera Maria di Rohan di Donizetti, fantasia romantica per flauto con accompagnamento di pianoforte, op. 35
- Pot-pourri fantastico per flauto con accompagnamento di pianoforte sull'opera La straniera, op. 37
- Fantasia su motivi dell'Attila, op. 39
- Divertimento per flauto con accompagnamento di pianoforte, op. 44
- Macbeth di Verdi, fantasia per flauto con accompagnamento di pianoforte, op. 47
- Concertino n. 2 in sol maggiore, per pianoforte e flauto, op. 48
- Pot-pourri pour la flûte avec accomp.t de piano sur des motifs de l'opéra I Montecchi e i Capuleti de Bellini, op. 55
- Norma, fantasia per flauto con accompagnamento di pianoforte, op. 57
- Concerto n. 2 per flauto con accompagnamento di pianoforte, op. 61
- Deux fleurs, morceau de salon, per flauto con accompagnamento di pianoforte, op. 63
- Concerto n. 3 per flauto con accompagnamento di pianoforte, op. 65
- Fantasia elegante per flauto con accompagnamento di pianoforte sull'opera Beatrice di Tenda di Bellini, op. 66
- Secondo pot-pourri fantastico per flauto con accompagnamento di pianoforte sulla Straniera di Bellini, op. 68
- Allegro alla Spagnuola, op. 69
- Capriccio originale per flauto con accompagnamento di pianoforte, op. 71
- Pezzo originale a guisa di scena per flauto e pianoforte, op. 77
- Variazioni sul Carnevale di Venezia, op. 78
- Le carezze, solo per flauto con accompagnamento di pianoforte, op. 79
- Duetti per due flauti concertanti, op. 100
- Rigoletto: fantasia per flauto con accompagnamento di pianoforte, op. 106
- Guglielmo Tell: fantasia per flauto con accompagnamento di pianoforte, op. 107
- Lucrezia Borgia: fantasia per flauto con accompagnamento di pianoforte, op. 108
- Il bravo: fantasia per flauto con accompagnamento di pianoforte, op. 109
- La sonnambula: fantasia per flauto con accompagnamento di pianoforte, op. 110
- Saffo: fantasia per flauto con accompagnamento di pianoforte, op. 111
- Il vento, capriccio per flauto e pianoforte, op. 112
- Gran duetto per due flauti, op. 118
- Fantasia n. 2 sul Don Carlo, op. 122
- Quintetto per fiati n. 1 in re maggiore, per flauto, oboe, clarinetto, corno e fagotto, op. 124
- Quintetto per fiati n. 2, per flauto, oboe, clarinetto, corno e fagotto
- Fantasia per flauto con accompagnamento di pianoforte: sull'opera Ruy Blas del cavaliere F. Marchetti, op. 127
- Lohengrin Fantasie per flauto e pianoforte, op. 129
- 16 duettini dialogati per due flauti, op. 132
- Il giardinetto di Perugia, per flauto e pianoforte, op. 135
- 3 romanze senza parole per flauto e pianoforte, op. 140
- Sonatine progressive per imparare a suonare il flauto, op. 141 postuma